# 데인 스칼렛
데인 패럿 스칼렛 (Dane Pharrell Scarlett, 2004년 3월 24일 ~ )은 잉글랜드의 축구 선수이며, 옥스퍼드 유나이티드 소속 스트라이커이며, 현재 토트넘에서 가장 기대를 받고 있는 유스 중 한명이다.